# Jennifer Brady
Jennifer Brady (Harrisburg, Pensilvania; 12 de abril de 1995) es una jugadora de tenis estadounidense.
Brady ha ganado cuatro de sencillo y cuatro títulos de dobles en el ITF en su carrera. El 16 de octubre de 2017, alcanzó su mejor ranking individual el cual fue 60 del mundo. El 19 de marzo de 2018, alcanzó el no. 60 del mundo en dobles.
Brady hizo debut en la WTA en el Abierto de Estados Unidos 2014, tras haber recibido un comodín con Samantha Crawford en el torneo de dobles.

## Torneos de Grand Slam

### Individual

#### Finalista (1)
| Año  | Campeonato           | Oponente en la final | Resultado |
| 2021 | Abierto de Australia | Naomi Osaka          | 4-6, 3-6  |

## Títulos WTA (2; 1+1)

### Individual (1)
| Leyenda                                |
| -------------------------------------- |
| Grand Slam (0)                         |
| Juegos Olímpicos (0)                   |
| WTA Tour Championships (0)             |
| P. Mandatory & Premier 5, WTA 1000 (0) |
| Premier, WTA 500 (0)                   |
| International, WTA 250 (1)             |

| No. | Fecha                | Torneo    | Superficie | Oponente en la final | Resultado |
| 1.  | 16 de agosto de 2020 | Lexington | Dura       | Jil Teichmann        | 6-3, 6-4  |

#### Finalista (1)
| N.º | Fecha                 | Torneo               | Superficie | Oponente en la final | Resultado |
| --- | --------------------- | -------------------- | ---------- | -------------------- | --------- |
| 1.  | 20 de febrero de 2021 | Abierto de Australia | Dura       | Naomi Osaka          | 4-6, 3-6  |

### Dobles (1)
| Leyenda                                |
| -------------------------------------- |
| Grand Slam (0)                         |
| Juegos Olímpicos (0)                   |
| WTA Tour Championships (0)             |
| P. Mandatory & Premier 5, WTA 1000 (0) |
| Premier, WTA 500 (1)                   |
| International, WTA 250 (0)             |

| No. | Fecha               | Torneo    | Superficie        | Pareja         | Oponentes en la final                  | Resultado        |
| 1.  | 25 de abril de 2021 | Stuttgart | Tierra batida (i) | Ashleigh Barty | Desirae Krawczyk Bethanie Mattek-Sands | 6-4, 5-7, [10-5] |